# NGC 2616
NGC 2616 في الفهرس العام الجديد، هي مجرة، تقع في كوكبة الشجاع. اكتشفت في 9 مارس 1886 بواسطة لويس سويفت.

## روابط خارجية
- NGC 2616 على موقع ويكي سكاي: DSS2, SDSS, GALEX, IRAS, Hydrogen α, X-Ray, Astrophoto, Sky Map, Articles and images